# Kayhan (quotidien)
Kayhan (en persan : ﻛﻴﻬﺎﻥ) est un des plus vieux journaux en Iran, publié par l'Institut Kayhan. Il est créé en 1942. Il est actuellement dirigé par Hossein Shariatmadari (en), qui est aussi le représentant du guide suprême à l'Institut. Le quotidien a été fondé à l'époque Pahlavi et il est devenu le journal le plus respecté et le plus célèbre de son époque. Après la révolution iranienne, Kayhan est tombé sous le contrôle du nouveau gouvernement de la république islamique. Étant indirectement sous le contrôle du cabinet du guide suprême, il est considéré comme le plus conservateur des journaux iraniens. Ses locaux sont situés sur la rue Ferdowsi à Téhéran, à côté de la place Ferdowsi.
L'institut Kayhan publie aussi des éditions étrangères spéciales, incluant le Kayhan International en langue anglaise (dirigé par Hamid Najafi), le Kayhan-e Havaee (« Keyhan dans l'air ») et une version en arabe de Kayhan, conçue à l'origine pour la distribution outre-mer. L'institut publie aussi des magazines spécialisés pour les femmes Zan-e Rouze (« Femme d'aujourd'hui »), Kayhān-e Farhangi, une édition consacrée à la culture et la littérature, une autre pour la jeunesse et les sportifs. En 2003, Kayhan Caricature, un magazine populaire dirigé par des dessinateurs.
À la suite de la publication d'une série d'articles controversés d'Abdolkarim Soroush, Kayhān-e Farhangi est fermé en juin 1990. Mashallah Shamsolvaezin (en) lance alors le mensuel Kiyan, qui devient à partir de 1991 une tribune pour les intellectuels réformistes. 
Le fondateur du groupe Kayhan, Mostafa Mesbahzadeh, lance en 1983 Kayhan London, critique à l'égard du régime iranien. 